# Атлас облака (роман)
Атлас облака (енг. Cloud Atlas) је трећи роман британског аутора Дејвида Мичела из 2004. године. Састоји се од шест различитих, али повезаних прича које се дешавају у распону од 19. века до неке далеке постапокалиптичне будућности. Сем што је у Енглеској проглашена за књигу године освојила је и више престижних награда у свету, као што су Букерова награда, Небула и Артур Кларк признање.
Роман комбинује метафикцију, историју и научну фантастику које повезују приче из Тихог океана и Хаваја са далеком постапокалиптичном будућношћу. Наслов је инспирисан истоименим музичким делом јапанског композитора Тошија Ичијанагија.

## Сажетак
Књига хронолошки прати шест прича које се настављају до главне шесте приче. Првих пет прича се прекидају у кључном тренутку, да би се након шесте приче решиле и остале само обрнутим хронолошким редом.
Радња и смисао књиге указују како је све на свету повезано и како поступци и одлуке појединца могу да промене свет.

### Пацифички дневник Адама Евинга (1. део)
Прва прича почиње на острвима Чатам у близини Новог Зеланда средином 19. века где адвокат Адам Евинг пореклом из Сан Франциска чека поправку свог брода, радња се дешава за време златне грознице у Калифорнији. Док је чекао оправку брода Евинг се пење на брдо Тор и упада у кратер. Након поласка брода доктор Гас који је уједно и једини Евингов пријатељ на броду санира повреде настале падом у кратер. Евинг на броду упознаје и роба Аутуа, који припада Мориори народу, задњег од свог народа који су истребили Маори и спашава га сигурне смрти, да би се показало да је роб био одличан морепловац који им помаже током пута до Хаваја.

### Писма из Зеделгема (1. део)
Радња следеће приче је смештена у Зеделгем у Белгији, место у близини Брижа током 1931. године. Испричана је у облику писама младог енгеског музичара Роберта Фробишера, бисексуалца која упућује свом љубавнику Руфусу Сиксмиту након што је Роберт допутовао у Зеделхем да би био преписивач познатом композитору Вивијану Ерсу који је скоро слеп и умире од сифилиса. Роберт убрзо компонује нову композицију под називом Птица смрти, чију је основу добио на поклон од Ерса и почиње да је изводи у Кракову. 
Роберт у Ерсовим старим књигама налази први део књиге Пацифичког дневника Адама Евинга којом је заинтригиран и пита свог љубавника да ли би могао да му нађе други део књиге како би је прочитао до краја.
Пред крај лета Јокаста, Ерсова жена се захваљује Роберту што је вратио Вивијану његову музику, након чега Роберт одлучује да остане код Вивијана до следећег лета.

### Полуживоти: Први случај Луизе Реј (1. део)
Трећи део приче је написан у облику трилера где је радња смештена у измишљени град Буенас Јербас у Калифорнији. Прича је смештена у 1975. годину и прати Луизу Реј, младу новинарку.
Она једног дана у лифту који се покварио упознаје Руфуса Сиксмита коме прича о свом покојном оцу, непоткупљивом полицајцу који касније постаје ратни дописник. Касније Руфус дели своју бригу са Луизом везану за нуклеарну електрану Хидра за коју јој објашњава да није безбедна након чега извршава самоубиство. Луиза не верује у ову верзију приче и мисли да су финансијери који стоје иза електране Хидра убили Руфуса и исценирали самоубиство. У Руфусовој хотелсој соби Луиза налази Робертова писма, а један радник електране јој даје копију Руфусовог извештаја о пропустима у раду електране. Она своја открића не успева да пријави пошто је плаћени убица ангажован од стране Хидре у јурњави колима изгурава са моста. 

### Језиве муке Тимотија Кавендиша (1. део)
Ова прича је у супротности са претходном што се жанра тиче и има комичних елемената. Смештена је у данашње време у Британији и прати причу Тимотија Каведиша, 65-годишњег под издавача књига који бежи од браће свог клијента, гангстера чију је књигу издао услед неких неслагања са њима око финансија. Тимоти се и овај пут као и много пута пре тога кад упадне у невољу и дугове обраћа свом богатом рођеном брату који то више не жели да слуша. На превару даје папире Тимотију да потпише, где му каже да се пријављује у хотел где може да остане док се ствари не реше, али Тимоти уствари потписује папире за старачки дом за људе са посебним потребама из кога не може да оде без сагласности брата. Када схвати да је тамо смештен на неодређено време без могућности да оде и без комуникације са спољним светом он покушава бег, али га заустављају и затварају опет. Док се навикава на ново окружење и смишља начин да побегне чита књиге и наила зи на дело Полуживоти: Први случај Луизе Реј. Једног дана доживљава мождани удар, чиме се завршава поглавље.

### Орисон Сомни 451 (1. део)
Пета прича је смештена у дистопијску футуристичку измишљену државу Неа Со Копрос у Кореји. Одрађена је у форми интервјуа који на диктафон бележи Сонми 451, радница, фабрикант у најпознатијем ресторану брзе хране након њеног хапшења и суђења. Она открива да су сви радници ту клонови и служе као јефтина радна снага и да после пензионисања не одлазе на одмор на Хаваје како су им причали, већ их претварају у смесу звану сапун. Тада се она прикључује покрету отпора, а у сцени када гледа Језиве муке Тимотија Кавендиша један од људи из покрета отпора је обавештава да су власти наредиле да Сонми буде убијена.

### Слошин прелаз и шта је после било
Шета прича је централна прича и она је једина која није прекинута већ је испричана до краја. Прича прати Закрија, старца који уз логорску ватру прича причу деци из своје младости. Прича како је живео у постапокалиптичном периоду на Великом острву Хаваји и како је његов народ из долине који су сачињавали већином фармери терорисало племе Коне, канибали и робовласници. Он осећа моралну одговорност и делом себе криви за очеву смрт и киднаповање брата док су били деца. Закријево племе идеализује богињу звану Сонми која је живела на земљи пре пада цивилизације. Велико острво повремено посећују Видовити, дуговечни народ који има софистицирану опрему и лекове, као и мнго информација о планети пре пада цивилизације. Они обилазе свет и скупљају и документују сазнања и информације о разним људима и расама које су преживеле. Када Коне опет нападну Закријев народ и заузму њихову територију рањавају га, али успева да побегне и Видовити га излече. Прича се завршава кад се Закријев син присећа невероватних прича свог оца и његову копију Сонминог орисона који често гледа иако не разуме њен језик.

### Орисон Сомни 451 (2. део)
Побуњенички антивладин покрет звани Унија води прерушену Сонми на брод где она види да пензионисане фабриканте који наводно одлазе на Хаваје уствари убијају и од њих праве смесу звану сапун, главни извор хране фабриканата. Она затим пише аболиционистичку декларацију која позива радну снагу која држи корпоративну владу на власти на побуну.
У декларацији она повезује теме похлепе и угњетавања које у свом дневнику спомиње Адам Евинг.

### Језиве муке Тимотија Кавендиша (2. део)
Након што се опоравио од можданог удара Кевендиш у дому упознаје мању групу штићеника која је ту исто затворена на силу и сви они имају жељу да побегну одатле. На крају успевају да реализују план и колима беже из дома и одлазе у паб да прославе бекство. Кевендиш убрзо сазнаје да због сплета околности може да се врати свом нормалном животу и почиње да размишља о томе да своје недавне авантуре претвори у филмски сценарио.

### Полуживоти: Први случај Луизе Реј (2. део)
Луиза након пада са моста успева да побегне из аута који тоне, али губи Руфусов извештај који остаје у ауту. Убрзо сазнаје да је авион у коме је био Исак, радник електране који јој је дао извештај срушен. Убрзо Хидра купује новинску агенцију у којој је радила Луиза и отпуштају је. Упорношћу и стицајем сплета срећних околности она добија копију Руфусовог извештаја и разоткрива финансијере корумпиране корпорације.

### Писма из Зеделгема (2. део)
Роберт наставља сарадњу са Ерсом док развија и пише сопствени секстет под називом Атлас облака и заљубљује се у Ерсову и Јокастину ћерку Еву. Ерс га форсира да заврши композицију како би могао да га превари и све заслуге припише себи, али он после бурних догађаја убрзо одлази у један хотел у близини где схвата да не може да буде са Евом и да је поред тога његова композиција завршена, након чега губи смисао живота и извршава самоубисто у кади хотела. Пре тога је послао последње писмо Руфусу, као и његов секстет и пацифички дневник Адама Евинга.

### Пацифички дневник Адама Евинга (2. део)
Евинг се током путовања разболи и у последњем тренутку схвата како га његов пријатељ доктор Гас трује лековима како би украо његову имовину. Аутуа му узвраћа услугу и сад спашава он њега, након чега му се придружује у његовом аболиционистичком покрету. У закључку сопствене књиге Евинг износи своја запажања и мишљења  и наводи да историјом управљају опака дела и врлине подстакнутих вером.

## Филмска екранизација
По књизи је 2012. године снимљен истоимени филм у режији Тома Тиквера, Ендија и Лане Вачовски. Поред осталих у филму играју и Том Хенкс, Хали Бери, Хју Грант и Хјуго Вивинг.